# جام‌خانه
جام‌خانه را می‌توان نوعی پنجره دانست که بر فراز برخی از پوشش‌های گنبدی شکل، به ویژه در حمام‌ها و برخی دیگر از انواع بناها، مورد استفاده قرار می‌گرفت. از آنجا که بخش عمده‌ای از سطوح جانبی اکثر حمام‌ها در داخل زمین بوده، لذا نور آفتاب از طریق نورگیرهای سقفی یا پنجره‌های زیر طاق وارد فضای حمام می‌شده‌است. بدین منظور شیشه‌های محدب شکل به نام گل جام بر بالای گنبد نصب می‌شده و اطراف آن را با ملات ساروج یا مومینه آب‌بندی می‌کردند. به مکانی که این گل جام‌ها قرار داشته، جام‌خانه گفته می‌شده‌است. در واقع از جام‌خانه برای تأمین نور و تنظیم حرارت و رطوبت فضاهای درونی استفاده می‌شد.

## ساختار
جام‌خانه غالباً از یک سطح سفالین کروی شکل تشکیل شده بود که تعدادی حفره مدور در آن ایجاد می‌شد که بر روی هر یک از آن‌ها یک جام یا شیشه به کمک نوعی ماده بتونه مانند که آن را از ترکیب موادی مانند خاک رس و موم یا نوعی روغن به دست می‌آوردند قرار می‌دادند. این ماده که به بتونه شباهت داشت قرار دادن یا برداشتن سهل و ساده‌ها شیشه‌ها را امکان‌پذیر می‌ساخت.

## کاربرد
از جام‌خانه بیشتر در فضاهایی استفاده می‌کردند که با برداشتن تعدای از جام‌ها در فصل‌های مختلف بتوانند حرارت یا رطوبت فضا را به اندازه مطلوب برسانند. در برخی حمام‌ها نیز از جام‌های رنگین استفاده می‌کردند. در کلاله گنبدها، کلمبه‌های گرمابه‌ها، غلامخانه‌ها، رباط‌ها، رسته‌ها و بازارها هنوز هم روزن‌هایی وجود دارند که با چند حلقه سفالین به صورت قبه یا کپه برجسته ای درآمدند. در این قسمت حلقه‌های سفالین را در کنار هم چیده‌اند و در زمستانها جامهای گرد شیشه ای مانند ته قرابه در میان حلقه‌ها کار می‌گذاردند و تابستانها آنها را برمی‌داشتند. امروزه هم برای روشنایی سرپوشیده‌هایی که به مناسبت فصل سرد و گاهی گرم باشد مناسبترین وسیله است و بر فراز گرمابه‌ها جای خود را حفظ کرده‌است.

## نمونه‌ها
در تخت جمشید، مربوط به دوره هخامنشی، بالای درها و حتی بام‌ها، روزن‌ها و جام‌خانه‌هایی وجود داشته‌است.